# 三好晃二
三好 晃二（みよし こうじ、1932年ごろ - 2010年（平成22年）8月20日）は、愛媛県伊予郡広田村長を務めた政治家である。広田村は平成の大合併にて伊予郡砥部町と合併、閉村となったため、最後の村長。広田村（現在の砥部町）出身。2010年（平成22年）8月20日病没、78歳。

## 経歴
1983年（昭和58年）から広田村議会議員を務め、この間、1986年（昭和61年）に副議長を、1989年（平成1年）に議長をそれぞれ1年務めた。1990年（平成2年）2月　全国町村議会議長会会長表彰を受ける。その後1991年（平成3年）4月に広田村長選挙に出馬、初当選。間を挟み砥部町との1町1村にて合併する2004年（平成16年）12月まで通算3期務めた。砥部町との合併協議会では副会長を務め、新町における町長選出までの職務執行代理者も務めた。
2010年（平成22年）8月20日松山市内の病院にて病没、78歳。
村長選挙の経過
過去の同村の村長選では現職の対抗馬として村議会議員が立候補し、村が二分される構図が繰り返されてきた。
- 1991年（平成3年）4月16日告示村長選挙にて初当選

当選　三好晃二　847票
落選　福岡榮一　173票
- 1995年（平成7年）4月18日告示村長選挙にて落選

当選　肥田禎之　530票　村議会議長
落選　三好晃二　506票
- 1999年（平成11年）4月20日告示村長選挙　前回と同じ顔触れの再戦にて返り咲き当選

当選　三好晃二　517票
落選　肥田禎之　462票
- 2003年（平成15年）4月22日告示町長選挙、再選。

当選　三好晃二　503票
落選　水本利勝　454票　　村議会議員

## 主要施策
- 国道379号の改良促進
- 山村留学制度
- グリーンキーパー設立　-林業・森林保全作業請負会社、株式会社（第三セクター）として1992年9月8日設立
- 高齢者福祉の充実
- 砥部焼工芸の里づくり

## 町村合併
任期最後に平成の大合併問題に直面。
広田村は山村であり、しかもその位置関係や交通事情からどの自治体の組み合わせにしても「周辺」であることは避けがたい状況であった。三好としては、合併により周辺部が顧みられなくなるのではないかとの懸念からこの市町村合併には前向きでなかった。しかしながら、国が「平成の大合併」の旗を振り、加えて当時の愛媛県知事の加戸守行は行財政効率化の観点から強力に推進しており、国や県に対して反旗を翻し人口1100人あまりの村として孤高を守っていくのも現実的ではなかった。やがて、愛媛県下各地で市町村合併の議論が沸き起こり、それらが伝わり村民の間でも合併は不可避なのではないかとの空気が広がり、村議会でも多数を占めるようになっていった。
こうした事情から、北隣で交通軸を同じくする砥部町と行動を共にするのが最善の策といえた。一方、パートナーである砥部町のスタンスも揺れ動き、また南に隣接する小田町の意向もあり、なかなか合併の枠組み（市町村の構成）が定まらない時期もあったものの、結果として砥部町との1町1村の小規模な合併に落ち着いた。新町における議会定員をめぐる議論（端的に言えば広田村地域への定数割り当てが少ないのではないかとの主張）もあったが、人口差が大きく現実的に折り合わざるを得ないことから、合併協議そのものは比較的スムーズに運んだ。